# يشيليايلا (جليكخان)
يشيليايلا (بالكردية: Gov‏) هي قرية كرديّة رشوانيّة تتبع إداريّاً لمديرية جليكخان في محافظة أديامان التركية، بلغ عدد سكانها 86 نسمة في عام 2021 ويتبعها نجع اسكيكوي.